# Erez (Asmúnia)
Erez (em armênio: Էրեզ) foi uma vila situada no cantão de Asmúnia, na província de Turuberânia. Foi citada pela primeira vez no verão de 483, quando Vaanes I, à época lutando contra a autoridade do xainxá Perozes I (r. 459–484), estacionou nela com seu exército. Pouco depois, uma batalha entre os insurgentes e as tropas lealistas foi travada. No ano 1000, Erez foi atacada pelo imperador Basílio II (r. 976–1025).